# Meishō
L'Emperadriu Meishō (明正天皇, Meishō-tennō, 9 de gener de 1624 – 4 de desembre de 1696) (明正天皇 , Meishō-tennō?, 9 de gener de 1624 – 4 de desembre de 1696) fou la 109ena emperadriu governant del Japó, d'acord amb la llista tradicional d'emperadors. El seu regnat va durar des de 1629 a 1643.
En la història del Japó, Meishō va ser la setena de vuit dones a convertir-se en emperadriu regnant. Les sis que va regnar abans que ella van ser Suiko, Kōgyoku/Saimei, Jitō, Genmei, Genshō, i Kōken/Shōtoku. La seva única successora dona va ser Go-Sakuramachi.

## Genealogia
Abans de l'adhesió de Meishō al Tron del Crisantem, el seu nom personal (la imina) va ser Oki-ko (興子); i el seu títol de pre-adhesió va ser Onna-Ichi-no-miya (女一宮). Va ser la segona filla de l'Emperador Go-Mizunoo. La seva mare va ser Tokugawa Masako, filla del segon shōgun Tokugawa, Tokugawa Hidetada, i de la seva esposa Oeyo. Hidetada era fill de Tokugawa Ieyasu i de la seva dona, Oai.
Meishō va viure als apartaments interiors del Palau Heian, no en els apartaments reservats per a les dones de la Cort Imperial. No va tenir fills propis. El seu nom es deriva de la combinació dels noms de les dues anteriors emperadrius, Emperadriu Genmei (707-715) i la seva filla Emperadriu Genshō (715-724).

## Esdeveniments de la vida de Meishō
Okiko-naishinnō es va convertir en emperadriu després de l'abdicació del seu pare. Es considera que la successió (senso) va ser acceptada i que, poc després, l'Emperadriu Meishō va accedir al poder (sokui). Els fets succeïts al llarg de la seva vida donen una mica de llum sobre el seu regnat. Els anys del regnat de Meishō es corresponen amb el desenvolupament i el creixement del shogunat Tokugawa, sota el lideratge de Tokugawa Iemitsu.
- 9 de gener de 1624: naixement de la Princesa Imperial que arribarà a ser coneguda pel nom d'Emperadriu Meishō.[11]
- 1627 (Kan'ei 6): "Incident dels vestits porpra" (紫衣事件, shi-e jiken): l'Emperador Go-Mizunoo va ser acusat d'haver lliurat peces de vestir porpra honorífica a més de deu sacerdots tot i l'edicte del shōgun que els va prohibir durant dos anys (probablement per trencar el vincle entre l'emperador i els cercles religiosos). El shogunat va intervenir i va invalidar l'adjudicació de les peces.
- 22 de desembre de 1629 (Kan'ei 6, 8è dia de l'11è mes): l'Emperador renuncià al tron a favor de la seva filla.[12] Es dedueix que comença el regnat de la nova emperadriu. Ella tenia aleshores 5 anys i seria la primera dona en ocupar el tron des de l'Emperadriu Shōtoku, la 48a sobirana, que va morir en 770.
- 1632 (Kan'ei 9, 24è dia del primer mes): Mort de l'ex-shōgun Tokugawa Hidetada.
- 1633 (Kan'ei 10, 20è dia del primer mes): terratrèmol a Odawara, en la província de Sagami.
- 1634 (Kanei 11): El shōgun Tokugawa Iemitsu visita Miyako. Es creu que el pare de Meishō governava en realitat en nom de la filla fins que va abdicar en favor del seu mig germà.
- El 1635 (Kanei 12): un ambaixador del Rei Injo de Joseon és rebut en Miyako.
- 1637 (Kanei 14): es produeix una gran rebel·lió al clan Arima i en Shimabara amb molts cristians implicats. Són enviades forces del shōgunat per sufocar la pertorbació.
- 1638 (Kanei 15): esclafament de les revoltes d'Arima i Shimabara: són assassinats 37.000 dels rebels. Es prohibeix la religió cristiana al Japó, sota pena de mort.
- 1640 (Kanei 17): un vaixell espanyol de Macau va portar una delegació de 61 persones a Nagasaki, arribant el 6 de juliol de 1640. El 9 d'agost tots ells van ser decapitats i els seus caps van ser punxats en estaques.
- 1641 (Kanei 18): el mig germà de Meishō, el Príncep Tsuguhito, va ser nomenat Príncep.
- 1643 (Kanei 203): un ambaixador del Rei de Joseon (Corea) va arribar al Japó.
- El 14 de novembre de 1643 (Kanei 20', 29è dia del mes 9è): En els 15th year of Meishō - tennō 's reign (明正天皇15年), l'emperadriu abdica i la successió (senso) és acceptada pel seu mig germà.[13]
- 1643 (Kanei 20, 23è del 4t mes): l'Emperador Go-Kōmyō accedeix al tron (sokui).

L'Emperadriu Meishō va regnar durant quinze anys. Encara que hi ha hagut set emperadrius regnants, els seus successors van ser més sovint seleccionats d'entre els homes de la línia de sang Imperial paterna. Per això, alguns erudits argumenten que els regnats de les dones van ser temporals i que la tradició de la successió masculina s'ha de mantenir en el segle xxi. L'emperadriu Gemmei va ser succeïda en el tron per la seva filla, l'emperadriu Gensho, la qual va ser l'única excepció d'aquesta línia successòria tradicional.
- El 4 de desembre de 1696: l'antiga Emperadriu mor als 74 anys.

El kami d'aquesta emperadriu és venerat en el mausoleu imperial de Tsuki no wa no misasagi, que es troba a Sennyū-ji en Higashiyama-ku, Kyoto. Es troben també al mateix indret el seu pare, l'Emperador Go-Mizunoo i el seus successors Go-Kōmyō, Go-Sai, Reigen, Higashiyama, Nakamikado, Sakuramachi, Momozono, Go-Sakuramachi i Go-Momozono.

### Kugyō
Kugyō (公卿) és un terme aplicat a un col·lectiu format per uns pocs homes poderosos adscrits a la cort de l'Emperador del Japó en èpoques pre-Meiji. Fins i tot durant els anys en què les influències externes a palau van ser mínimes, aquesta organització jeràrquica es va mantenir.
En general, aquest grup d'elit va incloure només tres a quatre homes en un moment donat. Van ser cortesans hereditaris. L'experiència i els antecedents familiars els portaven al cim de la seva carrera. Durant el regnat de Meishō del regnat, el Daijō-kan (departament encarregat dels assumptes administratius) va incloure els departaments següents:
- Sesshō (regent), Ichijō Akiyoshi, 1629-1635
- Sesshō, Nijō Yasumichi, 1635-1647
- Sadaijin
- Udaijin
- Naidaijin
- Dainagon

## Era del regnat de Meishō
Els anys del regnat de Meishō s'emmarquen dins un nom d'era o nengō.
- Kan'ei (1624-1644)